# Felix Plieninger
Felix Plieninger (* 27. Juli 1868 in Stuttgart; † 11. April 1954 in Stuttgart-Degerloch) war ein deutscher Paläontologe und Geologe.

## Leben und Wirken
Er war Professor für Geologie an der Landwirtschaftlichen Hochschule Hohenheim und von 1927 bis 1928 deren Rektor.
Plieninger ist für Forschungen zu Pterosauriern (Flugsauriern) bekannt. Von ihm stammt 1895 die Unterteilung in Langschwanz- und Kurzschwanzflugsaurier.
1951 wurde er Ehrenmitglied des Vereins für vaterländische Naturkunde in Württemberg.

## Mitgliedschaften
- 1891 Deutsche geologische Gesellschaft
- 1908 Schweizerische geologische Gesellschaft
- 1910 Geologische Vereinigung
- 1912 Paläontologische Gesellschaft

## Schriften
- Beiträge zur Kenntnis der Flugsaurier. In: Palaeontographica. Band 48, 1901, S. 65–90,
- Pterosauria. In: J. F. Pompeckij (Hrsg.): Collection: Fossilium catalogus. 1: Animalia. Pars 45, Berlin 1929
- Die Pterosaurier der Juraformation Schwabens. In: Palaentographica. Band 53,  1907, S. 209–314